# 福查峰
78°02′16″S 85°37′15″W / 78.03778°S 85.62083°W

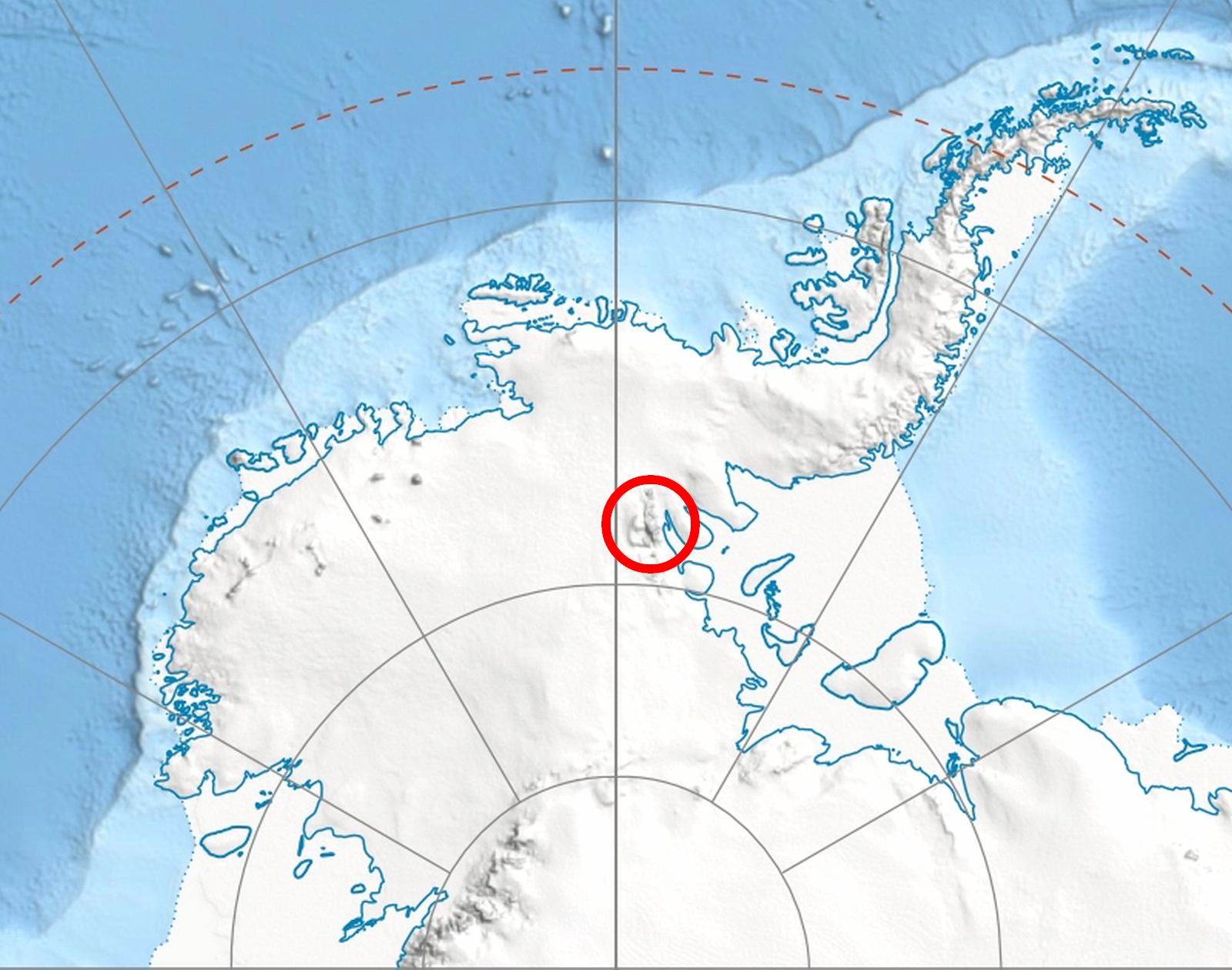

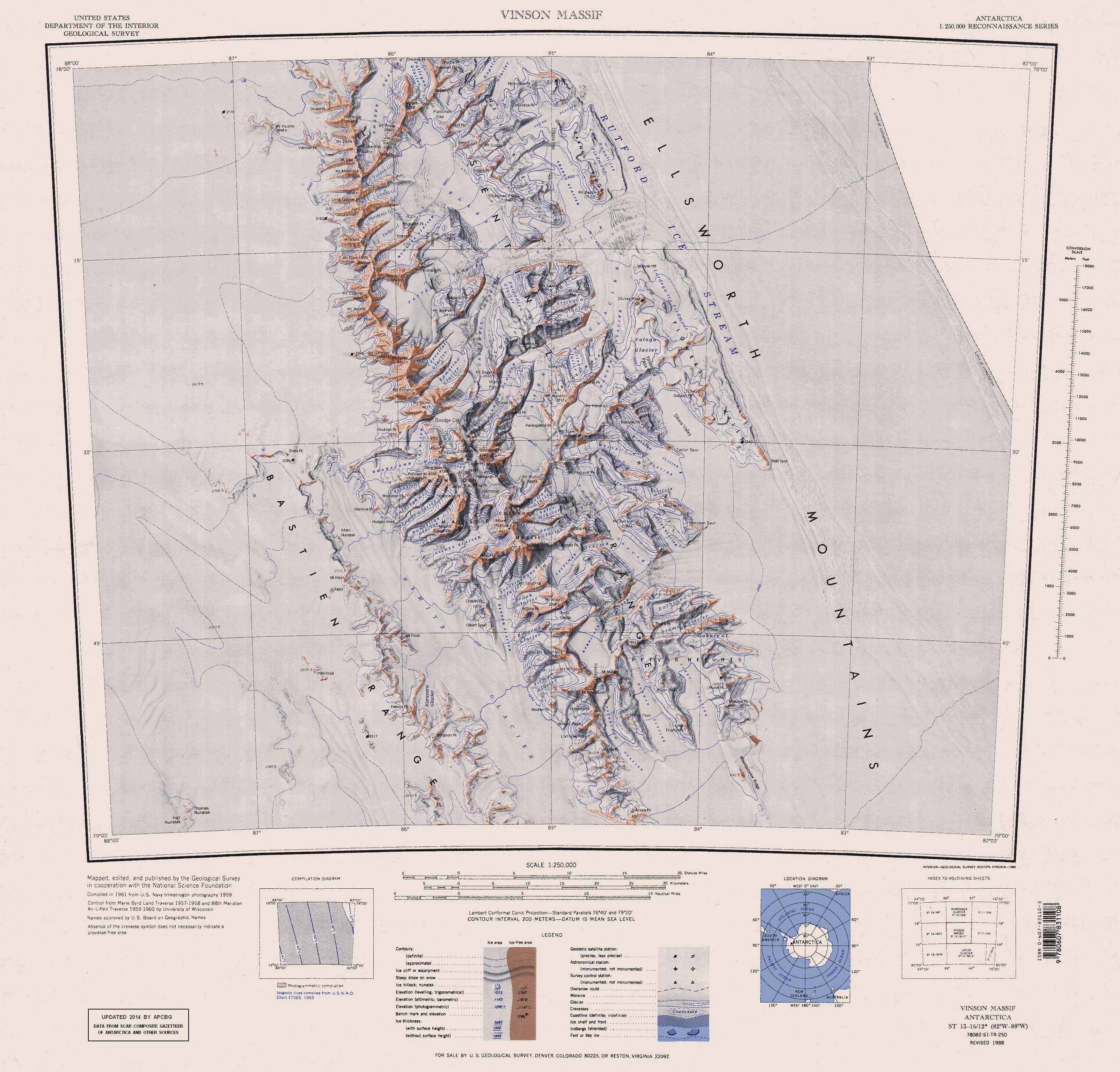

福查峰是南極洲的山峰，位於埃爾斯沃思地，屬於埃爾斯沃思山脈中森蒂納爾嶺的一部分，處於巴恩斯嶺中部，海拔高度2,600米，以保加利亞西部的城鎮命名。

## 外部連結
- Fuchs Peak. （页面存档备份，存于） SCAR Composite Antarctic Gazetteer.